# Eberhard Günther (Jurist)
Eberhard Günther (* 25. Dezember 1911 in Bad Freienwalde (Oder); † 25. Oktober 1994 in Kelkheim) war ein deutscher Jurist, Sachbuchautor und Regierungsbeamter. Er war von 1958 bis 1976 Präsident des Bundeskartellamtes.

## Leben
Eberhard Günther wurde als Sohn eines Landgerichtspräsidenten geboren. Er studierte Rechtswissenschaft und promovierte an der Universität Freiburg bei Professor Erik Wolf. Anschließend war er von 1938 bis 1939 als Rechtsanwalt tätig. Von 1939 bis 1947 arbeitete er in der Rechtsabteilung der Stickstoff-Syndikat GmbH in West-Berlin.
1948 wurde Günther Stellvertretender Leiter der Zentralstelle für Besatzungsbedarf. Von 1948 bis 1949 war er zunächst in der Verwaltung für Wirtschaft des Vereinigten Wirtschaftsgebiets tätig, danach arbeitete er von 1949 bis 1958 im neu gegründeten Bundesministerium für Wirtschaft in Bonn, wo er in den Beamtenstatus übernommen wurde und unter Wirtschaftsminister Ludwig Erhard von 1948 bis 1950 das Sonderreferat „Dekartellisierung“ und von 1950 bis 1958 das Referat „Kartelle und Monopole“ leitete. Er wirkte maßgeblich am Gesetz gegen Wettbewerbsbeschränkungen von 1957 mit.
1958 wurde Günther zum (ersten) Präsidenten des neu geschaffenen und damals in West-Berlin ansässigen Bundeskartellamtes ernannt. Er hatte die Amtsleitung bis 1976 inne und ging dann in den Ruhestand. Sein Nachfolger wurde Wolfgang Kartte.
Im Mai 1967 setzte die damalige Bundesregierung Günther als Vorsitzenden der Enquete-Kommission zur „Untersuchung der Gefährdung der wirtschaftlichen Existenz von Presseunternehmen und der Folgen der Konzentration für die Meinungsfreiheit in der Bundesrepublik Deutschland“ ein. Die Kommission wurde, in Anlehnung an ihren Vorsitzenden, unter dem Namen „Günther-Kommission“ bekannt.
Günter starb im Alter von 82 Jahren.

## Ehrungen
- 1969: Verdienstkreuz 1. Klasse der Bundesrepublik Deutschland
- 1972: Alexander-Rüstow-Plakette
- 1973: Großes Verdienstkreuz der Bundesrepublik Deutschland[4]
- 1976: Großes Verdienstkreuz mit Stern der Bundesrepublik Deutschland

## Publikationen (Auswahl)
- Probleme der Fusionskontrolle. Hrsg.: Forschungsinstitut für Wirtschaftsverfassung und Wettbewerb, Köln; Heymann, Köln u. a. 1970, ISBN 3-452-17110-8. (Schriftenreihe des Forschungsinstitutes für Wirtschaftsverfassung und Wettbewerb e. V., Köln, Heft 52)
- Wege zur europäischen Wettbewerbsordnung. Nomos-Verlagsgesellschaft, Baden-Baden 1968, ohne ISBN. (Schriftenreihe zum Handbuch für europäische Wirtschaft, Bd. 11)
- Der Verbraucher am Markt. Bundesausschuss für Volkswirtschaftliche Aufklärung e. V., Köln 1965, ohne ISBN. (Schriftenreihe Verbraucherdienst, Heft 9; mit: Günter Voigt)